# Bulciago
Bulciago là một đô thị trong tỉnh Lecco, trong vùng Lombardia của Ý, cự ly khoảng 35 km về phía đông bắc của Milan và khoảng 14 km về phía tây nam của Lecco. Tại thời điểm ngày 31 tháng 12 năm 2004, đô thị này có dân số 2.811 người và diện tích là 3,1 km².
Bulciago giáp các đô thị: Barzago, Cassago Brianza, Costa Masnaga, Cremella, Garbagnate Monastero, Nibionno.